# Jørn Riel
Jørn Riel (Odense, 23 luglio 1931 – Kuala Lumpur, 18 agosto 2023) è stato uno scrittore danese.

## Biografia
Fece parte di una spedizione scientifica in Groenlandia, dove rimase per sedici anni, scrivendovi le più note delle sue opere, quelle dove appunto descrisse la vita degli Inuit. Trascorse i suoi ultimi anni a Kuala Lumpur, dove è morto nel 2023.

## Opere

### Racconti brevi
- Den lange neger og andre fortællinger 1981
- Den sorte mand 1990
- Den gode væver 1997

### Racconti lunghi
- Den kolde jomfru og andre skrøner 1974
- En arktisk safari og andre skrøner 1975
- En underlig duel og andre skrøner 1976
- Helvedespræsten og andre skrøner 1977
- En lodret løgn og andre skrøner 1986
- Signalkanonen og andre skrøner 1988
- Skrøner fra et rejseliv 1989
- Flere skrøner fra et rejseliv 1991
- Haldurs ballader og andre skrøner 1993
- Cirkulæret og andre skrøner 1995
- Forliset og andre skrøner 1996

### Romanzi
- Trilogien: Mine fædres hus 1970
- Pige som søgte havets mor 1972
- Satans til Higginbottom 1973
- Da Higginbottom tabte sin skygge 1973
- Den fede, hvide Tuan 1974
- Før morgendagen 1975
- Trilogien: Du bor i dit navn 1976
- De gule blades ånd 1978
- Ungkarlehuset 1979
- Drengen som ville være menneske 1979
- Leiv, Narua og Apuluk 1980
- Videre mod Nord 1980
- Rejsen til Nanga - en usædvanlig lang skrøne 1980
- Den blå dør  1982
- Frøken Biancas dybe fald 1982
- Trilogien: Sangen for livet 1989
- Kløften 1992
- En antikvarboghandlers erindringer 1998

### In italiano
- Safari artico (da "En arktisk safari og andre skrøner" e "Den kolde jomfru og andre skrøner", 1974-76, trad. it. 1998), Iperborea (ISBN 88-7091-077-6)
- La vergine fredda (da "En arktisk safari og andre skrøner" e "Helvedespræsten og andre skrøner", 1976-77, trad. it. 2002), Iperborea (ISBN 88-7091-102-0)
- Una storia marittima ("En lodret løgn og andre skrøner", 1986, trad. it. 2004), Iperborea (ISBN 88-7091-121-7)
- Uno strano duello ("En underlig duel og andre skrøner", 1976, trad. it. 2005), Iperborea (ISBN 88-7091-140-3)
- Prima di domani ("Før morgendagen", 1975, trad. it. 2009), Iperborea (ISBN 978-88-7091-172-5)
- Viaggio a Nanga ("Reisen til Nanga", 1980, trad. it. 2012), Iperborea (ISBN 978-88-709-150-51)